# Foreste montane miste dell'Appennino meridionale
Le foreste montane miste dell'Appennino meridionale sono una ecoregione terrestre della ecozona paleartica appartenente al bioma delle foreste, boschi e macchie mediterranei (codice ecoregione: PA1218) che si sviluppa nel sud della penisola italiana per oltre 500 km lungo gli Appennini meridionali e siculi.
La regione è caratterizzata da una flora e fauna molto varia e con elevati livelli di endemismo. Lo stato di conservazione è considerato vulnerabile. La regione fa parte della ecoregione globale 123 Formazioni forestali mediterranee, inclusa nella lista Global 200.

## Territorio
L'ecoregione si sviluppa lungo le cime più elevate dell'Appennino lucano, dell'Appennino calabro dell'Appennino siculo e comprende anche l'Etna.
Le regioni interessate sono pertanto la Basilicata, la Calabria e Sicilia. Il clima della regione è fortemente influenzato dall'altitudine: caldo e umido alle altitudini più basse con temperatura media annua di circa 14-17 °C e freddo umido ad altitudini più elevate con temperatura media annuale di 9-13 °C. Gli inverni sono rigorosi con abbondanti nevicate. Le cime più alte sono: il massiccio del Pollino (fra Basilicata e Calabria) con i monti Serra Dolcedorme (2.267 m) e Monte Pollino (2.248 m), la Sila e l'Aspromonte con i monti Monte Botte Donato (1.928 m) e il monte Montalto (1.955 m) nella parte centrale e meridionale della Calabria, i monti Nebrodi con Monte Soro (1.847 m) e le Madonie con Pizzo Carbonara (1.979 m) nella Sicilia settentrionale e l'Etna (3.329 m) nella Sicilia orientale.

## Flora

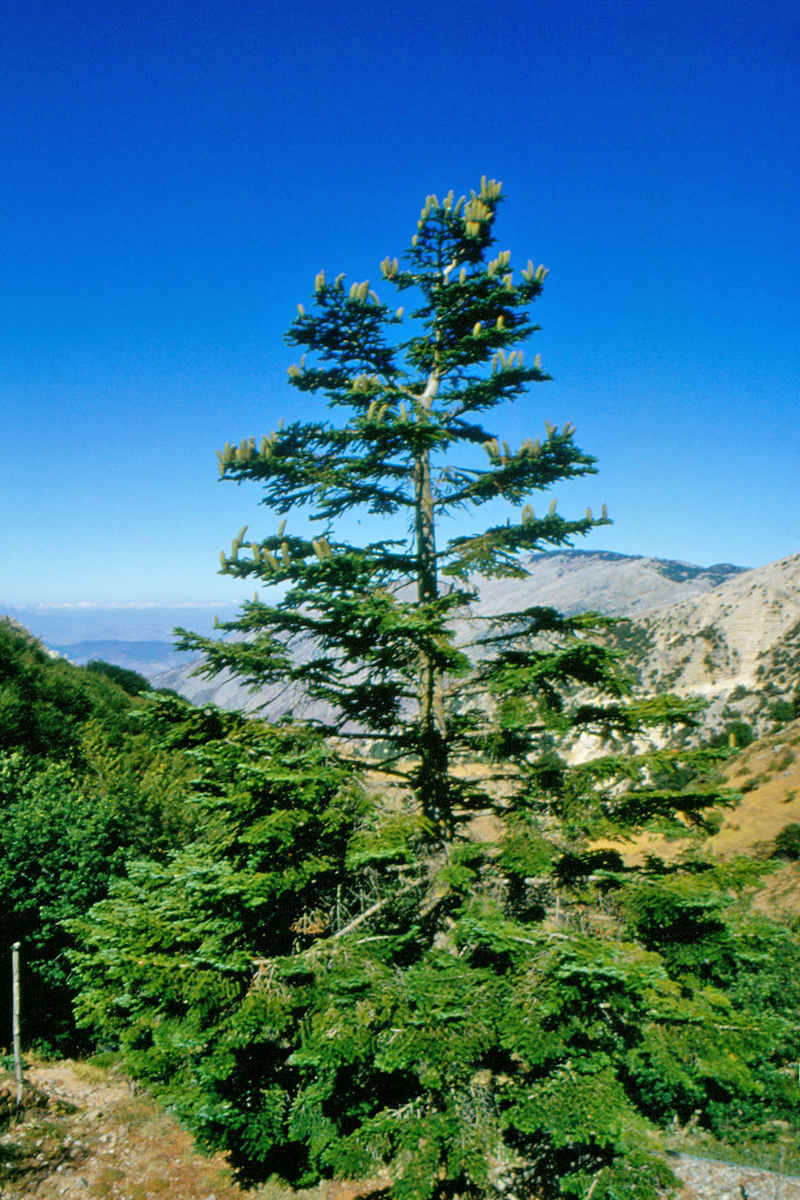
Abete delle Madonie
Abies nebrodensis

In funzione dell'altitudine si hanno diversi tipi di copertura forestale.

Alle quote più basse si ha una predominanza di un foreste miste di latifoglie sclerofille con specie sempreverdi come il leccio (Quercus ilex) e la sughera (Quercus suber) e caducifoglie come la roverella (Quercus pubescens), il frassino da manna (Fraxinus ornus) e il carpino nero (Ostrya carpinifolia).

Alle medie altitudini si ha una predominanza di boschi misti di caducifoglie: oltre alla roverella e al carpino nero si incontrano il cerro (Quercus cerris), il farnetto (Quercus frainetto) e il castagno (Castanea sativa).

Alle quote più elevate la copertura forestale varia in funzione del gradiente latitudinale e presenta significativi endemismi regionali. Sulle pendici dell'Appennino lucano e calabro esposte a sud, la specie dominante è il pino laricio (Pinus nigra laricio) che è presente con popolazioni sparute anche sull'Etna, insieme con la betulla dell'Etna (Betula aetnensis), specie pioniera in grado di colonizzare le colate laviche recenti. Sul massiccio del Pollino la specie predominante è il pino loricato (Pinus heldreichii). Sulle pendici esposte a nord predominano invece l'abete bianco (Abies alba) e il faggio (Fagus sylvatica). Sulle Madonie merita un cenno la presenza, seppur numericamente esigua, dell'endemico Abies nebrodensis, specie in pericolo critico di estinzione, inserita dalla IUCN nella lista delle 50 specie botaniche più minacciate dell'area mediterranea. Sulla cime dell'Etna, oltre il limite dei boschi, si trovano distese laviche ricoperte da cuscini di astragalo siciliano (Astracantha sicula), in associazione con altre specie tipiche come il crespino (Berberis aetnensis), il tanaceto (Tanacetum siculum), il ginepro (Juniperus communis subsp. alpina) e la ginestra dell'Etna (Genista aetnensis).

## Fauna
Tra i mammiferi particolarmente significativa è la presenza, limitata all'Appennino lucano e calabro, del lupo appenninico (Canis lupus italicus): le popolazioni di lupi della Sila e del massiccio del Pollino sono tra le più numerose d'Italia. Altri mammiferi degni di nota sono il capriolo (Capreolus capreolus italicus), il gatto selvatico (Felis silvestris) e l'istrice (Hystrix cristata). Il toporagno siciliano (Crocidura sicula) è l'unico mammifero endemico dell'ecoregione.
L'erpetofauna della regione annovera alcuni endemismi regionali tra cui il saettone occhirossi (Zamenis lineatus), la lucertola siciliana (Podarcis waglerianus), la testuggine palustre siciliana (Emys trinacris), il rospo smeraldino siciliano (Bufotes boulengeri siculus) e il discoglosso dipinto (Discoglossus pictus).
Tra gli uccelli l'unico endemismo dell'ecoregione è la coturnice di Sicilia (Alectoris graeca whitakeri). Per il resto, la pur ricca avifauna, non si differenzia da quella delle altre formazioni forestali mediterranee. Tra i rapaci meritano una citazione l'aquila del Bonelli (Aquila fasciata) e il capovaccaio (Neophron percnopterus). Tanto nel Parco del Pollino quanto nel Parco dei Nebrodi sono in atto tentativi di reintroduzione del grifone (Gyps fulvus).

## Popolazione
L'area montana dell'ecoregione non è molto popolata e la massima concentrazione si ha lungo le aree costiere.

## Conservazione
Nonostante la pressione esercitata dal pascolo e dal taglio per la produzione di legname, l'ecoregione mantiene intatta la gran parte della sua copertura forestale, grazie anche alla relativa inaccessibilità dei principali massicci e alla presenza di numerose aree naturali protette tra cui il Parco nazionale dell'Appennino Lucano Val d'Agri Lagonegrese, le aree forestali del Vulture Altobradano, le aree forestali del Parco di Gallipoli Cognato e le aree forestali lucane contigue più a nord, di Monte Cupolicchio, Bosco tre cancelli di Tricarico e Bosco di Fonti, il Parco nazionale del Pollino, il Parco nazionale della Sila, il Parco nazionale dell'Aspromonte, il Parco naturale regionale delle Serre, il Parco delle Madonie, il Parco dei Nebrodi e il Parco dell'Etna.